# 사카이 도모유키
사카이 도모유키(일본어: 酒井 友之, 1979년 6월 29일 ~ )는 일본의 은퇴한 축구 선수이다.

## 구단 경력
1997년 J1리그의 제프 유나이티드 이치하라에 입단했다. 2000년까지 92경기에 출전하여, 3득점을 넣었다. 2001년부터 2003년까지 나고야 그램퍼스 에이트에서 뛰었다. 2004년 우라와 레즈로 이적했다. 2006년에 J1리그 우승을 차지했다. 2007년 7월 비셀 고베로 이적했다.

## 국가대표팀 경력
1995년 FIFA U-17 세계 축구 선수권 대회(U-17), 1999년 FIFA 세계 청소년 축구 선수권 대회(U-20), 2000년 하계 올림픽(U-23)에 출전, 1999년 세계 청소년 선수권 대회 준우승.
그는 2000년 12월 20일 대한민국과의 경기에서 일본 국가대표팀에 데뷔했다.

## 통계
| 일본 | 일본 | 일본 |
| 연도 | 출전 | 득점 |
| ---- | ---- | ---- |
| 2000 | 1    | 0    |
| 통산 | 1    | 0    |